# إيفي شوكلي
إيفي شوكلي (بالإنجليزية: Evie Shockley)‏ (1965، ناشفيل في الولايات المتحدة)؛ كاتِبة وشاعرة أمريكية.